# Арутюнян Джалал Анатолійович
Джалал Анатолійович Арутюнян (вірм. Ջալալ Անատոլիի Հարությունյան; нар. 11 листопада 1974, Бадара, Нагірно-Карабахська автономна область, Азербайджанська РСР, СРСР) — арцахський державний діяч.
З 2018 до 2020 року перший заступник командувача — начальник штабу Армії оборони Нагірно-Карабахської Республіки. міністр оборони невизнаної Нагірно-Карабахської Республіки з 24 лютого 2020 року до 27 жовтня того ж року.

## Біографія
Джалал Арутюнян народився 11 листопада 1974 року в селі Бадара Нагірно-Карабахської автономної області Азербайджанської РСР.
У 1991—1995 роках навчався на біологічному факультеті Арцахського державного університету, у 1999 році вступив у військову артилерійську академію Міністерства оборони Росії, закінчив її з червоним дипломом.

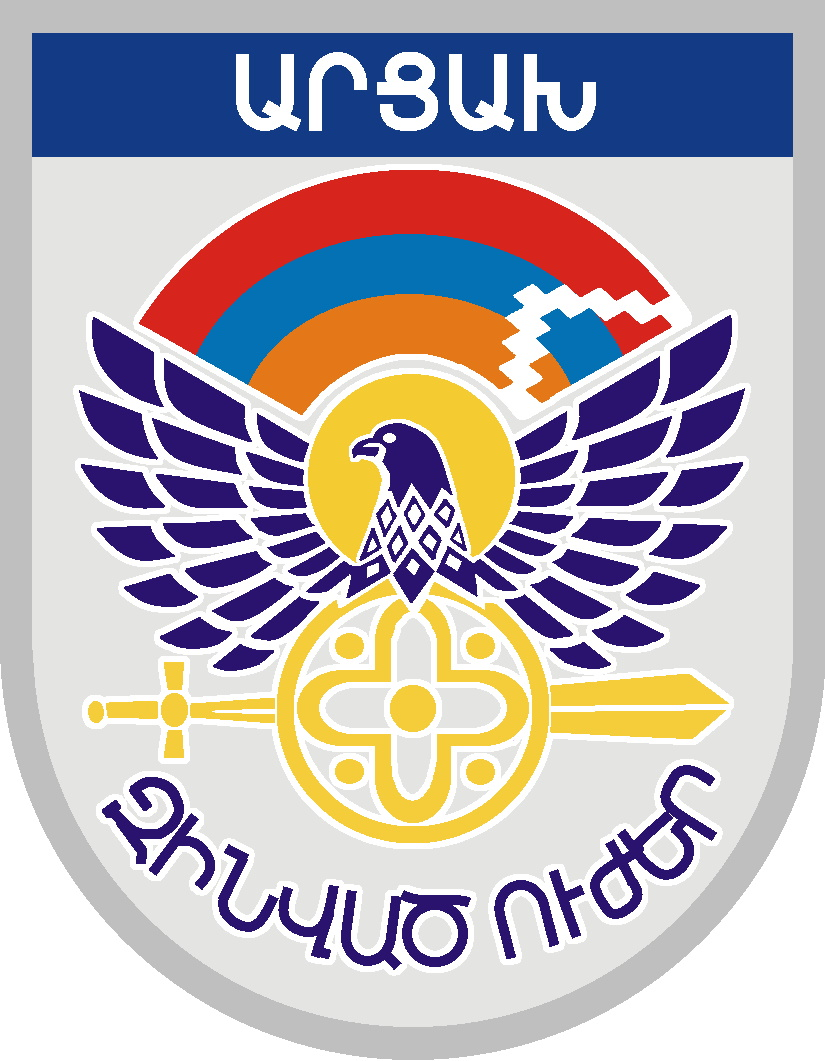
Емблема Армії оборони Нагірно-Карабахської Республіки

У 1992—1994 роках брав участь у військових діях, з 5 листопада 1992 року перебуває на службі в Армії оборони Нагірно-Карабахської Республіки, з 1992 до 2018 займав командирські посади в різних військових частинах армії республіки. У 2018—2020 роках був першим заступником командувача Армії оборони Нагірно-Карабахської Республіки — начальником штабу.

### Міністр оборони
24 лютого 2020 року указом президента НКР Бако Саакяна колишній міністр оборони республіки Карен Абрамян був звільнений із займаної посади, замість нього на цю посаду призначений Джалал Арутюнян.
27 жовтня 2020 р., за даними Азербайджану, був вбитий, згідно до вірменських джерел — поранений. Того ж дня був звільнений з посади міністра оборони невизнаної НКР, його змінив Мікаел Арзуманян.

## Нагороди
- Медаль «Бойова служба»
- Медаль «За заслуги перед Вітчизною 2-го ступеня»
- Медаль «Гарегін Нжде»
- Медаль «Андранік Озанян»
- Медаль «Маршал Баграмян»
- Медаль «Драстамат Канаян»
- Медаль «За бойове чергування 1-го ступеня»
- Медаль «Нельсон Степанян»